# Cserkészkalap
A cserkészkalap (búr kalap) a dél-afrikai csendőrség egyenruhájából származik, mint a cserkészegyenruha többi része is. Nem csoda, hiszen Baden-Powell szervezte meg ezt a lovas csendőrséget.
Ez egy khakiszínű, 8 cm széles karimájú, vízhatlan nemezkalap, melynek tetején négy horpadás van. (Az így kialakított gerincvonalak jobb fültől bal fülig, ill. homloktól tarkóig tartanak.) A vízszintes karima felett 20 mm széles bőrszíj fut körbe, bal oldalon csattal összeerősítve. A kalapot viharzsinór rögzíti, amit csokorra kötve viselnek.
A magyar cserkészkalapon a homlokrészen van a magyar cserkészliliom, baloldalt az árvalányhajtartó boglár, jobboldalt a fém csapatszám.
A magyar cserkészek még Bocskai-sapkát is viselhetnek. Ez egy zöld színű, Bocskai-szabású posztósapka, elöl két liliomos fémgombbal, a sapkacsúcson a magyar cserkészliliommal. Baloldalt boglár, jobboldalt csapatszám, mint a kalapon. Ez a sapka ma már csak a KMCSSZ-nél van rendszeresítve, az MCSSZ Ruházati Szabályzatából 2003-ban kikerült.
A kiscserkészsapka hat, zöld színű szeletből összeállított fejfedő, melynek varrásait narancssárga szegélyek takarják. A fémből készült kiscserkészjelvény a homlokrészen kerül elhelyezésre.